# Schleswig-Holsteinisches Landesverfassungsgericht

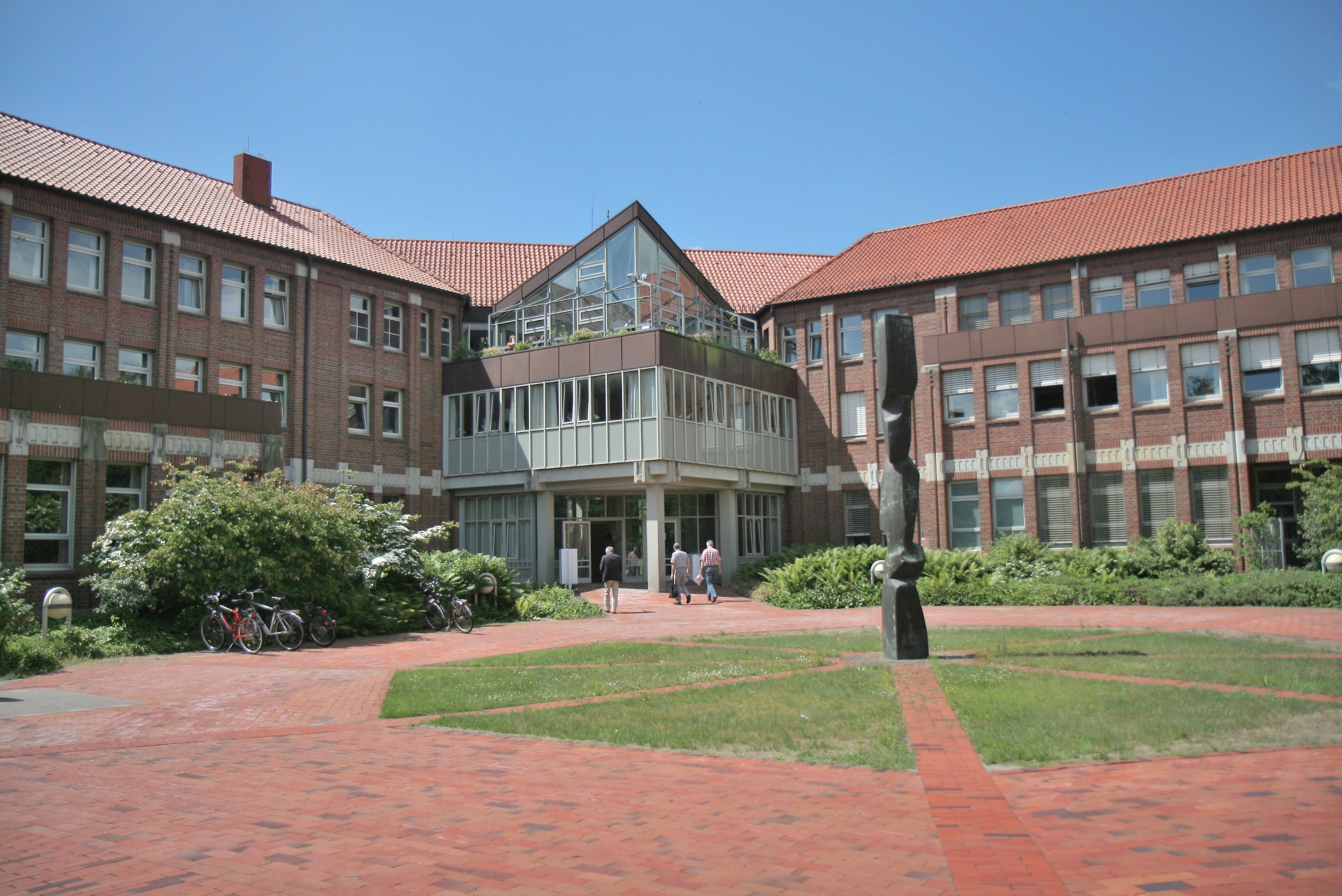
Gerichtsgebäude

Das Schleswig-Holsteinische Landesverfassungsgericht (LVerfG SH) ist die zum 1. Mai 2008 eingerichtete Landesverfassungsgerichtsbarkeit des Landes Schleswig-Holstein. Es hat seinen Sitz in Schleswig.

## Vorgeschichte und verfassungsrechtliche Grundlage
Als einziges deutsches Land verfügte Schleswig-Holstein bis 2008 über keine eigene Verfassungsgerichtsbarkeit. Stattdessen waren landesverfassungsrechtliche Streitigkeiten gemäß Art. 51 der Landesverfassung in Verbindung mit Art. 99 des Grundgesetzes dem Bundesverfassungsgericht zuzuweisen.
Nachdem im Rahmen der Verfassungsreform von 1990 weiterhin auf ein eigenes Landesverfassungsgericht verzichtet worden war, kam die Diskussion darüber immer wieder auf. So wurde etwa im November 2004 im Schleswig-Holsteinischen Landtag wieder über die Einrichtung eines Landesverfassungsgerichts diskutiert. Gründe für diese Überlegung sind z. B., dass selbst Entscheidungen über die Zulässigkeiten von Volksinitiativen erst Jahre nach deren Abstimmungen im Landtag fallen, oft dann schon in der nächsten Wahlperiode. Mit Wirkung vom 27. Oktober 2006 wurde die Landesverfassung geändert, Art. 44 Abs. 1 sieht nunmehr ein Landesverfassungsgericht vor. Umgesetzt wurde diese Vorgabe mit der Verabschiedung eines Landesverfassungsgerichtsgesetzes.

## Zuständigkeiten
Die Aufgaben des Landesverfassungsgerichts sind in Art. 51 der Landesverfassung geregelt. Danach ist das Landesverfassungsgericht zuständig für Organstreitigkeiten, Normenkontrollverfahren, Kommunalverfassungsbeschwerden und Beschwerden gegen Wahlprüfungsentscheidungen. Es gibt weiterhin keine Landesverfassungsbeschwerde einzelner Personen; obwohl die Grundrechte des Grundgesetzes pauschal in die Landesverfassung aufgenommen worden sind (Art. 2a).

## Wahl und Zusammensetzung
Die sieben Mitglieder des Landesverfassungsgerichts arbeiten nebenamtlich. Sie müssen über die Befähigung zum Richteramt verfügen und werden gemäß § 6 Abs. 1 LVerfGG vom Landtag mit Zweidrittelmehrheit für jeweils zwölf Jahre (bei der ersten Wahl gemäß Art. 68 vier Mitglieder für neun Jahre und drei Mitglieder für sechs Jahre) gewählt. Die Mitglieder des Landesverfassungsgerichts erhalten für jeden Monat, in dem sie mindestens an einer Sitzung oder Entscheidungsberatung teilnehmen, eine auf volle zehn Euro aufgerundete Aufwandsentschädigung in Höhe von einem Fünfzehntel des monatlichen Grundgehalts der Besoldungsgruppe R 9.
Mitglieder des Verfassungsgerichts waren im April 2019:
- Präsident: Bernhard Flor (Landgericht Itzehoe), persönlicher Stellvertreter: Carsten Löbbert (Amtsgericht Lübeck)
- Vizepräsident: Christoph Brüning (Universität Kiel), persönliche Stellvertreterin: Jutta Lewin-Fries (Schleswig-Holsteinisches Landessozialgericht)
- Ulrike Hillmann (Landgericht Kiel), persönlicher Stellvertreter: Ole Krönert (Landgericht Lübeck)
- Nele Matz-Lück (Universität Kiel), persönlicher Stellvertreter: Ulf Hellmann-Sieg (RA, Hamburg)
- Achim Theis (Schleswig-Holsteinisches Verwaltungsgericht), persönlicher Stellvertreter: Arno Witt (RA, Kiel)
- Maren Thomsen (Schleswig-Holsteinisches Oberverwaltungsgericht), persönliche Stellvertreterin: Susanne Rublack (Bundesverwaltungsgericht)
- Felix Welti (Universität Kassel), persönlicher Stellvertreter: Uwe Jensen (RA, Borgwedel)

Im März 2021 gehörten dem Gericht an:
- Präsident: Christoph Brüning (Universität Kiel), persönlicher Stellvertreter: Oswald Kleiner, Rechtsanwalt und Notar
- Vizepräsidentin: Christine Fuchsloch Präsidentin des Schleswig-Holsteinischen Landessozialgerichts, persönlicher Stellvertreter: Carsten Löbbert, Präsident des Amtsgerichts Lübeck
- Nele Matz-Lück (Universität Kiel), persönlicher Stellvertreter: Ulf Hellmann-Sieg (RA, Hamburg)
- Achim Theis (Schleswig-Holsteinisches Verwaltungsgericht), persönlicher Stellvertreter: Holger Bruhn, Vorsitzender Richter am Schleswig-Holsteinischen Oberverwaltungsgericht
- Frank Guido Rose, Direktor des Amtsgerichts Ratzeburg, persönliche Stellvertreterin: Christiane Schmaltz, Richterin am Bundesgerichtshof
- Sabine Wudtke, Vizepräsidentin des Landgerichts Itzehoe, persönliche Stellvertreterin: Silke Reimer, Rechtsanwältin und Notarin
- Silke Schneider, Präsidentin des Landgerichts Lübeck, persönlicher Stellvertreter: Marc Petit, Vorsitzender Richter am Landgericht Lübeck

| Name                                                        | Beginn der Amtszeit | Ernannt durch  |
| ----------------------------------------------------------- | ------------------- | -------------- |
| Christoph Brüning (* 1967) (Präsident seit Januar 2021)     | 1. Mai 2014         | Daniel Günther |
| Carsten Löbbert (* 1961) (Vizepräsident seit November 2024) | 20. Nov. 2024       | Daniel Günther |
| Achim Theis (* 1957)                                        | 1. Mai 2017         | Thorsten Albig |
| Nele Matz-Lück (* 1973)                                     | 1. Feb. 2018        | Daniel Günther |
| Frank Guido Rose (* 1966)                                   | 18. März 2020       | Daniel Günther |
| Sabine Wudtke (* 1969)                                      | 20. Nov. 2020       | Daniel Günther |
| Marc Petit                                                  | 20. Nov. 2024       | Daniel Günther |

## Sitzfrage
Um den Sitz des Gerichts hatte sich Lübeck unter Berufung auf seine Jahrhunderte währende Tradition als renommierter überregionaler Gerichtsort des Oberhofs Lübeck und des nachfolgenden Oberappellationsgerichts der vier Freien Städte beworben. Den Zuschlag erhielt nach einer Nutzwertanalyse jedoch das schleswig-holsteinische Justizzentrum Schleswig, wo sich bereits das Oberlandesgericht, das Schleswig-Holsteinische Verwaltungsgericht, das Oberverwaltungsgericht und das Landessozialgericht befinden.